# エネルギー対策特別会計
エネルギー対策特別会計（エネルギーたいさくとくべつかいけい）は、日本国の燃料安定供給対策、エネルギー需給構造高度化対策、電源立地対策、電源利用対策及び原子力損害賠償支援の経理を明確にするために設置する特別会計のひとつで、エネルギー需給勘定、電源開発促進勘定と原子力損害賠償支援勘定に分かれている。

## 経緯
平成18年度以前は、石油石炭税を財源とする石油及びエネルギー需給構造高度化対策特別会計(石油特会)と、電源開発促進税を財源とする電源開発促進対策特別会計(電源特会)があった。
平成18年6月2日施行の「簡素で効率的な政府を実現するための行政改革の推進に関する法律」(行政改革推進法)第36条で、平成19年度から石油特会と電源特会を統合することが定められた。
平成19年度以降は、エネルギー対策特別会計となった。
「原子力損害賠償支援機構法」の規定により行う原子力損害の賠償の迅速かつ適切な実施を確保するための財政上の措置を行うことを目的とし、原子力損害賠償支援勘定を平成 23 年に設置した。

## エネルギー需給勘定
主な財源として、石油石炭税の税収相当額を一般会計から繰り入れている。
令和2年（2020年）度当初予算における歳入歳出規模は2兆2,442億2,095万8千円である。

### 燃料安定供給対策
石油、天然ガス及び石炭の安定的で低廉な供給の確保を目的として以下の対策をする。
- 産油国・産ガス国・産炭国への協力
- 石油・天然ガス・石炭の開発
- 石油・天然ガス・石炭の生産・流通の合理化
  - 石油精製合理化対策
  - 石油流通構造改善対策
  - ＬＰＧ産業対策
- 石油・ＬＰガスの備蓄

### エネルギー需給構造高度化対策
内外の経済的社会的環境に応じた安定的で適切なエネルギーの需給構造の構築を目的として以下の対策をする。
- 省エネルギー対策
  - 省エネルギー導入事業者支援
  - 省エネルギー戦略的技術開発
- 新エネルギー対策
  - 新エネルギー導入事業者支援
  - 燃料電池技術開発
- エネルギー源の多様化
- 石油等の環境負荷低減利用

## 電源開発促進勘定
主な財源として、電源開発促進税の税収相当額を限度に、一般会計から繰り入れている。
令和2年（2020年）度当初予算における歳入歳出規模は3,319億7,741万9千円である。

### 電源立地対策
発電設備の建設と運転を円滑にすることを目的として以下の対策をする。
- 発電用施設周辺地域整備法の規定に基づく交付金の交付
- 電源立地地域の振興
  - インフラ整備
  - 産業振興
- 電源立地地域の災害対策
- 長期固定電源の理解増進
- 周辺地域整備資金への繰入
- 地域との共生のための取り組みの充実・強化
- 原子力防災・環境安全対策の充実・強化
- 原子力に対する国民の理解増進のための施策

### 電源利用対策
発電用施設の利用促進と安全確保、発電用施設による電気供給の円滑化を目的として以下の対策をする。
- 発電用施設の設置等の促進
- 電気の供給円滑化策
- 原子力安全対策
- 核燃料サイクルに関する研究開発の推進
- 先端的な原子力科学技術の推進
- 安全確保対策等

## 原子力損害賠償支援勘定
原子力損害賠償支援勘定は、原子力損害賠償支援対策に関する政府の経理を明確にするために設置。
令和2年（2020年）度当初予算における歳入歳出規模は11兆7,620億197万5千円である。
原子力損害賠償は、原子力損害を生じさせた原子力事業者の責任において行われるところ、賠償に必要となる資金繰りについては、「原子力損害賠償・廃炉等支援機構法」に基づき、
原子力損害賠償・廃炉等支援機構への交付国債の交付・償還により支援される。同機構の保有する交付国債の償還に係る費用の財源には、原子力損害賠償支援勘定の原子力損害賠償支援証券及び借入金収入が充てられ、同証券及び借入金の償還については、元本分は、同機構の国庫納付金（納付金は主に原子力事業者の負担金）、利子分は、一般会計からの原子力損害賠償支援勘定への繰入金を財源として行われる。